# Маринка (притока Березовки)
Ма́ринка (рос. Маринка) — річка в міському окрузі Нефтекамськ Башкортостану, Росія, права притока Березовки.
Річка починається на північний схід від міста Нефтекамськ в глибокому яру-балці. Протікає на захід до міста, а по ньому самому тече в південно-західному напрямку. Впадає до Березовки нижче села Ташкиново. Нижня течія проходить в стрімкій долині. Приймає декілька дрібних струмків.
На річці розташоване місто Нефтекамськ, назва пішла від мікрорайону міста — Марино, яке раніше було окремим селом.